# آرتی پیازا
آرتی پیازا (انگلیسی: ArtePiazza) شرکت بازی ویدئویی ژاپنی است، که در سال ۲۰۰۰ تأسیس شد.